# Frejfaxe
Frejfaxe eller Blodighov (norrønt Blóðughófi) er Frejs frygtløse hest i den nordiske mytologi.
I digtet Skírnismál fra den Ældre Edda giver Frej sin hest til sin tjener Skirner, da han sender ham til Jotunheim for at arrangere et møde med Gerd. Hesten bliver ikke navngivet, men er sandsynligvis Frejfaxe.
| Nordisk mytologi | Spire Denne artikel om nordisk religion og mytologi er en spire som bør udbygges. Du er velkommen til at hjælpe Wikipedia ved at udvide den. |